# Raiders of the Lost Ark
Raiders of the Lost Ark is een Amerikaanse avonturenfilm van Paramount Pictures uit 1981. Het was de eerste film over de avonturen van de fictieve archeoloog Indiana Jones, gespeeld door Harrison Ford. De film werd geregisseerd door Steven Spielberg.

## Verhaal
Het is 1936. Naast zijn plezier in schatjagerij, is Jones ook een vermaard professor in archeologie. Dit wordt duidelijk wanneer twee vertegenwoordigers van de CIA in het volste geheim Jones benaderen en hem om zijn advies en hulp vragen betreffende een sinistere zaak: de mogelijke opgraving van de Ark van het Verbond in de buurt van Caïro. Deze Ark, of kist, zou de originele tafelen bevatten die Mozes van God ontving en waarin de tien geboden gegraveerd staan. Volgens religieuze overtuigingen zou een dergelijke revolutionaire archeologische opgraving absolute wereldheerschappij inhouden voor de ontdekkers en bezitters van de Ark. Een oude gravure laat zien dat de Ark vuur en bliksem zal schieten. Het grote probleem is dat de opgravingen reeds begonnen zijn door de nazi's, onder leiding van kolonel Herman Dietrich. Jones krijgt de opdracht de Ark te vinden vooraleer de nazi's hierin slagen en zo de mensheid te redden van een door de Führer gevoerde wereldheerschappij.
De Ark bevindt zich vermoedelijk in Tanis, maar om de exacte locatie te vinden is de "Staf van Ra" nodig: een hoofdsluitstuk dat jaren geleden door Indy's oude leraar dr. Ravenwood is gevonden. Jones vertrekt naar Nepal om zijn oude geliefde (en dochter van dr. Ravenwood) Marion op te zoeken, die nu in het bezit is van dit element. Marion is niet erg enthousiast. Ze kiest niettemin Jones' kant als haar kroeg wordt binnengevallen door een groep moordenaars, onder leiding van Arnold Toht, een Duitse agent.
Marion en Jones ontkomen met het sluitstuk naar Caïro, waar de nazi's Marion echter ontvoeren. Via Jones' vriend Sallah blijkt dat de nazi's met een Franse Archeoloog genaamd Belloqs hulp al aan het graven zijn. De locatie wordt bepaald door een replica van het sluitstuk op een staf te plaatsen en daardoor de zon op een model van de stad te laten schijnen. De lengte van de staf is echter gebaseerd op een tekst op het sluitstuk, die niet klopt doordat er achterop nog een regel staat. Zodoende ontdekken Jones en Sallah de goede locatie onder de ogen van de nazi's. Als ze de Ark echter omhooghalen nemen Belloq en de nazi's deze over, en sluiten Jones en Marion in de tombe op. Ze ontsnappen en na een wilde achtervolging weet Jones de Ark weer te bemachtigen.
Dankzij Sallah kunnen Jones en Marion mee aan boord van een smokkelschip. Het schip wordt onderweg echter door een Duitse onderzeeër aangevallen, waarna de nazi's de Ark en Marion meenemen. Jones slaagt erin stiekem met de onderzeeër mee te gaan, die naar een geheime basis op een verlaten Grieks eiland vaart. Hier wil Belloq de Ark op rituele wijze openen, om te zien of het inderdaad de echte is. Jones dreigt de Ark te zullen vernietigen, als smoes om Marion vrij te krijgen. Belloq doorziet Jones' bluf echter, waarop Jones zich overgeeft en bij Marion vastgebonden wordt.
Als Belloq de Ark volgens een Joods ritueel opent, lijkt er aanvankelijk enkel zand in te zitten. Plotseling beginnen er echter vreemde geesten uit de Ark te komen. Alleen Jones voorziet het gevaar: door de open Ark te blijven aanschouwen, komen Belloq en de nazi's zoals Dietrich en Toht gruwelijk aan hun einde. Alleen Marion en Jones overleven, doordat ze hun ogen de hele tijd gesloten houden terwijl de Arkgeesten rondzweven.
Terug in de VS wordt de Ark, tegen de afspraak in, door de overheid geconfisqueerd. De agenten verklaren dat de Ark voortaan op een veilige plaats is, waar hij door "topmensen" bestudeerd zal worden. De Ark wordt echter in een kist gestopt en opgeborgen in een pakhuis vol topgeheime zaken.

## Rolverdeling

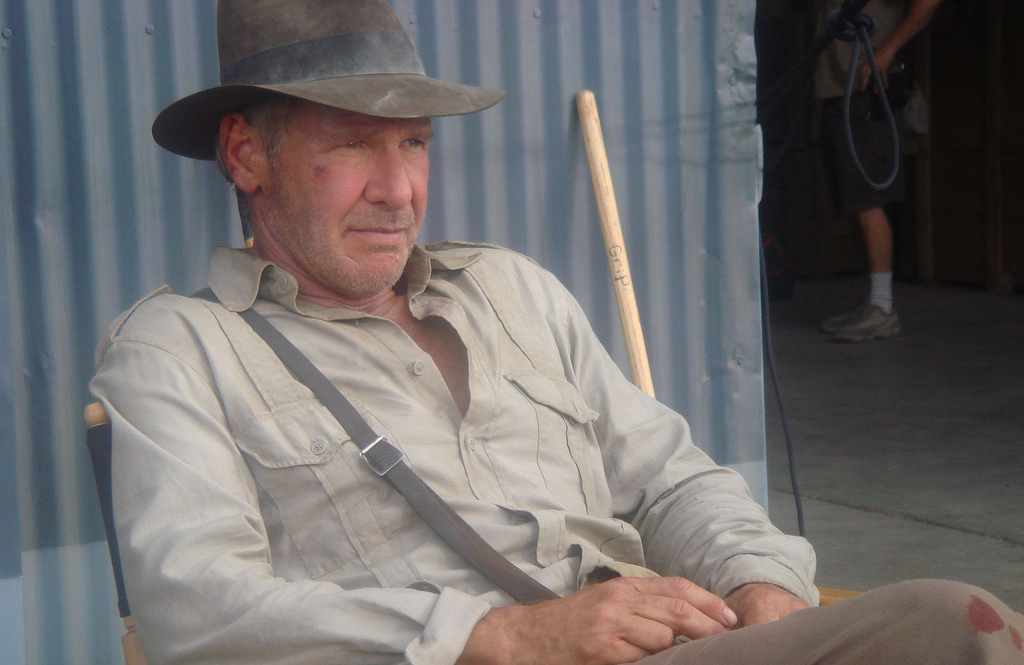
Harrison Ford in de rol van Indiana Jones

| Acteur           | Personage                       |
| ---------------- | ------------------------------- |
| Harrison Ford    | Dr. Indiana Jones               |
| Karen Allen      | Marion Ravenwood                |
| Paul Freeman     | Dr. René Belloq                 |
| Ronald Lacey     | Majoor Arnold Ernst Toht        |
| John Rhys-Davies | Sallah Mohammed Faisel el-Kahir |
| Denholm Elliott  | Dr. Marcus Brody                |
| Alfred Molina    | Satipo                          |
| Wolf Kahler      | Kolonel Hermann Dietrich        |
| Anthony Higgins  | Majoor Gobler                   |
| Vic Tablian      | Barranca / apentrainer          |
| Don Fellows      | Kolonel Musgrove                |
| William Hootkins | Majoor Eaton                    |
| Ishaq Bux        | Omar                            |
| Kiran Shah       | Abu                             |
| Frank Marshall   | Piloot                          |
| George Harris    | Simon Katanga                   |
| Fred Sorenson    | Jock Lindsey                    |
| Bill Reimbold    | Bureaucraat                     |
| Fred Sorenson    | Sportfanaat                     |
| Patrick Durkin   | Australische klimmer            |
| Frank Welker     | Stemeffecten kapucijnaapje      |

## Achtergrond

### Productie
De film werd geproduceerd door George Lucas, die een avonturenfilm wilde maken in de stijl van de "serials" van de jaren dertig en veertig, net als zijn Star Wars. Raiders of the Lost Ark was in tegenstelling tot de meeste actiefilms uit eind jaren zeventig, begin jaren tachtig veel luchtiger, haast als een stripverhaal, vol humor en indrukwekkende stunts, exotische locaties, beeldschone vrouwen en karikaturale slechteriken. George Lucas bedacht de personages en het verhaal, het uiteindelijke scenario werd geschreven door Lawrence Kasdan die eerder voor George Lucas The Empire Strikes Back schreef.
Oorspronkelijk was het de bedoeling dat Tom Selleck de rol van Indiana Jones zou spelen, maar doordat hij vastzat aan de succesvolle televisieserie Magnum, P.I., moest hij bedanken. Vervolgens werd Nick Nolte benaderd, maar die weigerde. Uiteindelijk besloten de makers om Harrison Ford voor de rol in te zetten.
De beginscène heeft niets te maken met het verdere verhaal van de film, maar dient enkel om het personage Indiana Jones te introduceren bij de kijker. Zo komt de kijker te weten dat hij een avontuurlijk soort van schatjager is, en dat Réné Belloq (de antagonist) eveneens een schatjager is die Jones te slim af blijkt te zijn.

### Filmen
De opnames begonnen op 23 juni 1980 in La Rochelle, Frankrijk, voor de scènes met de Duitse duikboot. Deze boot was gehuurd van de set van Das Boot. Daarna ging de crew naar Elstree Studios voor de scènes in de tempel en in de Put van de Zielen. Voor de tweede scène waren 7000 slangen nodig. De enige giftige slangen waren de cobra’s. Voor de openingsscène werden echte tarantula’s gebruikt.
Alle scènes die zich in Egypte afspeelden werden eigenlijk opgenomen in Tunesië. Veel van de filmlocaties werden al eerder gebruikt in Star Wars voor de scènes op de planeet Tatooine. Spielberg hield echter niet van de locatie, en zette daarom vaart achter de opnames. De crew was in vier weken klaar in plaats van de geplande zes. Veel scènes, waaronder de vechtpartij in het vliegtuig, werden ter plekke geïmproviseerd. De gevechtsscène in de stad werd opgenomen in Kairouan. Rond deze tijd leed Ford aan dysenterie, en voelde niets voor een gepland gevecht tussen Indiana Jones en een zwaardvechter. Daarom drong hij er bij Spielberg op aan dat Jones de zwaardvechter gewoon neer zou schieten, iets waar Spielberg mee akkoord ging.
De scènes in Washington, D.C. werden opgenomen in San Francisco.

### Filmmuziek
De muziek van Raiders of the Lost Ark werd gecomponeerd door John Williams.

### Reacties
De film kostte ongeveer twintig miljoen dollar, maar bracht wereldwijd bijna het twintigvoudige op, wereldwijd bruto bijna vierhonderd miljoen. Het was de meest succesvolle film van 1981, en toentertijd op de eerste twee Star Warsfilms na de meest succesvolle film aller tijden. Door het succes van deze film kwam in 1984 een prequel, Indiana Jones and the Temple of Doom.
Behalve The Temple of Doom kreeg de film nog drie vervolgen: Indiana Jones and the Last Crusade (1989), Indiana Jones and the Kingdom of the Crystal Skull (2008) en Indiana Jones and the Dial of Destiny (2023). De film bracht een grote merchandising met zich mee, waaronder het gelijknamige computerspel en het computerspel van Lego voor de Nintendo Wii.

### Boekadaptatie
- Campbell Black - Raiders of the Lost Ark (1981)

## Prijzen en nominaties
Raiders of the Lost Ark werd in totaal genomineerd voor 49 prijzen, waarvan hij er 28 won.
1982
- 8 Academy Awards:
  - Best Art Direction-Set Decoration – gewonnen
  - Beste visuele effecten – gewonnen
  - Beste filmmontage – gewonnen
  - Beste geluid – gewonnen
  - Beste cinematografie
  - Beste regisseur (Steven Spielberg)
  - Beste originele muziek
  - Beste film
- Een Special Achievement Award.
- 9 Saturn Awards:
  - Beste acteur (Harrison Ford) – gewonnen
  - Beste actrice (Karen Allen) – gewonnen
  - Beste regisseur (Steven Spielberg) – gewonnen
  - Beste fantasiefilm – gewonnen
  - Beste muziek (John Williams) – gewonnen
  - Beste special effects – gewonnen
  - Beste script – gewonnen
  - Beste kostuums
  - Beste mannelijke bijrol (Paul Freeman)
- De Eddie Award voor Best Edited Feature Film – gewonnen
- 3 Marquee Awards:
  - Beste Regisseur – gewonnen
  - Beste film – gewonnen
  - Beste script – gewonnen
- 7 BAFTA Awards:
  - Best Production Design/Art Direction – gewonnen
  - Anthony Asquith Award for Film Music
  - Beste cinematografie
  - Beste montage
  - Beste film
  - Beste geluid
  - Beste bijrol (Denholm Elliott)
- De BSFC Award voor beste regisseur – gewonnen
- De César Award voor beste buitenlandse film
- De DGA Award voor Outstanding Directorial Achievement in Motion Pictures
- De Golden Globe voor beste regisseur
- De Grammy Award voor Best Album of Original Score Written for a Motion Picture or Television Special – gewonnen
- De Hugo Award voor Best Dramatic Presentation – gewonnen
- De KCFCC Award voor beste film – gewonnen
- De Readers' Choice Award voor beste film in een buitenlandse taal – gewonnen.
- De Golden Reel Award voor Best Sound Editing – Dialogue – gewonnen
- De Golden Reel Award voor Best Sound Editing - Sound Effects – gewonnen
- De People's Choice Award voor favoriete film. – gewonnen
- De WGA Award voor Best Comedy Written Directly for the Screen
- De Young Artist Award voor Best Motion Picture - Family Enjoyment – gewonnen

1999
- De National Film Registry

2003
- De DVDX Award voor Best Behind-the-Scenes Program
- De DVDX Award voor Best Overall DVD, Classic Movie

2004
- De Saturn Award voor beste DVD-collectie – gewonnen.
- Drie Golden Satellite Awards:
  - Best Classic DVD Release
  - Best DVD Extras
  - Best Overall DVD